# دریاچه تریلیوم
دریاچه تریلیوم (به انگلیسی: Lake Trillium) یک دریاچه واقع در اورگن است که نزدیک به کوه هود قرار گرفته‌است.
این دریاچهٔ مصنوعی در سال ۱۹۶۰ افتتاح گردید.